# Emil Jula
Emil Gabriel Jula (* 3. Januar 1980 in Cluj-Napoca; † 22. August 2020) war ein rumänischer Fußballspieler. Er spielte auf der Position eines Stürmers.

## Karriere
Seine Laufbahn begann Jula im Kindesalter bei Universitatea Cluj. In der Saison 1998/99 absolvierte er seine ersten beiden Erstligaspiele und war nach dem Abstieg mit Cluj am Ende jener Spielzeit dann mehrere Jahre in der zweiten  rumänischen Liga aktiv. Zur Saison 2006/07 wechselte Jula zum Erstligisten Oțelul Galați, für den er in 65 Punktspielen 31 Tore erzielte.
Im Sommer 2008 wechselte er zu Energie Cottbus, wo er einen Dreijahresvertrag unterzeichnete. Sein Debüt für Cottbus gab er am 13. September 2008 bei der 0:3-Niederlage gegen Werder Bremen, sein erstes Tor gelang ihm am 29. November 2008 beim 3:1-Sieg bei Borussia Mönchengladbach. In dieser Saison galt Jula als Chancentod: In 27 Spielen traf er nur vier Mal. Am Ende der Saison 2008/09 stieg er mit Cottbus in die zweite Bundesliga ab. Zuvor hatte er beim 34. Saisonspiel gegen Bayer 04 Leverkusen, das mit einem 3:0-Sieg endete, das letzte Bundesligator Cottbus’ geschossen. In der folgenden Saison konnte er sich steigern und erzielte zwölf Tore in 33 Spielen. 2010/11 waren es zehn Treffer in dreißig Spielen. Beim DFB-Pokal 2010/11 gelangte er an der Seite seines Sturmpartners Nils Petersen mit Cottbus bis ins Halbfinale. Dort schied man nach einer 2:1-Niederlage gegen den MSV Duisburg aus. Mit Emil Jula, hau' drauf! widmeten die Fans ihm ein eigenes Lied.
Nach Auslaufen seines Vertrags wechselte Jula zur Saison 2011/12 ablösefrei zum Ligarivalen MSV Duisburg. Dort konnte er an seine bei Cottbus gezeigten Leistungen nicht anknüpfen. In 23 Spielen gelangen ihm nur vier Tore. Am 18. Juli 2012 gab der MSV bekannt, dass Jula für eine Saison an den zypriotischen Erstligisten Anorthosis Famagusta ausgeliehen wird. Kurz vor Ende der Wintertransferperiode 2013 löste er seinen Vertrag bei Anorthosis auf und wechselte auf Leihbasis bis zum Saisonende zum Drittligisten VfL Osnabrück.
Nach dem Lizenzentzug des MSV Duisburg für die 2. Liga wechselte Jula zur Saison 2013/14 zurück in seine Heimat zu Ceahlăul Piatra Neamț. Im Sommer 2014 kehrte er zu seinem Jugendverein Universitatea Cluj zurück, wechselte aber noch während der Saison erneut zu Oțelul Galați.
Im Sommer 2015 folgte seine Rückkehr nach Deutschland. Jula schloss sich dem niedersächsischen Landesligisten TuS Bersenbrück an, mit dem er im Jahr 2016 in die Oberliga aufstieg. Dort beendete er im Sommer 2018 seine aktive Fußballkarriere, blieb dem Verein jedoch als Co-Trainer der ersten Mannschaft erhalten.
Jula verstarb am 22. August 2020 an den Folgen eines Herzinfarkts.